# Метод корекції помилки
Метод корекції помилки — метод навчання перцептрону, запропонований Ф. Розенблаттом. Являє собою такий метод навчання, при якому вага зв'язку не змінюється до тих пір, поки поточна реакція перцептрона залишається правильною. При появі неправильної реакції вага змінюється на одиницю, а знак (+/-) визначається протилежним від знаку помилки.

## Модифікації методу
В теоремі збіжності перцептрону розрізняються різні види цього методу, але доведено, що будь-який з них дозволяє отримати сходження при вирішенні будь-якої задачі класифікації.

### Метод корекції помилок без квантування
Якщо реакція на стимул {\displaystyle S_{i}} правильна, то ніякого підкріплення не вводиться, але при появі помилок до ваги кожного активного А-елемента додається величина {\displaystyle \eta =\rho _{i}\Delta x_{i}}, де {\displaystyle \Delta x_{i}} — число одиниць підкріплення, вибирається так, щоб величина сигналу перевищувала поріг θ,
а {\displaystyle \rho _{i}={\begin{cases}+1,ifS_{i}^{+};\\-1,ifS_{i}^{-}.\end{cases}}}, при цьому {\displaystyle S_{i}^{+}} — стимул, що належить позитивному класу, а {\displaystyle S_{i}^{-}} — стимул, що належить негативного класу.

### Метод корекції помилок з квантуванням
Відрізняється від методу корекції помилок без квантування тільки тим, що {\displaystyle \Delta x_{i}=1}, тобто дорівнює одній одиниці підкріплення.
Цей метод і метод корекції помилок без квантування є однаковими за швидкістю досягнення рішення в загальному випадку, і ефективнішими в порівнянні з методами корекції помилок з випадковим знаком або випадковими збуреннями.

### Метод корекції помилок з випадковим знаком підкріплення
Відрізняється тим, що знак підкріплення {\displaystyle \eta } вибирається випадково незалежно від реакції перцептрону і з однаковою ймовірністю може бути позитивним чи негативним. Але так само як і в базовому методі — якщо перцептрон дає правильну реакцію, то підкріплення дорівнює нулю.

### Метод корекції помилок з випадковими збуреннями
Відрізняється тим, що величина і знак {\displaystyle \eta } для кожного зв'язку в системі вибираються окремо і незалежно згідно з деяким розподілом ймовірностей. Це метод призводить до найповільнішої збіжності у порівнянні з описаними вище модифікаціями.